# Marreca-cricri

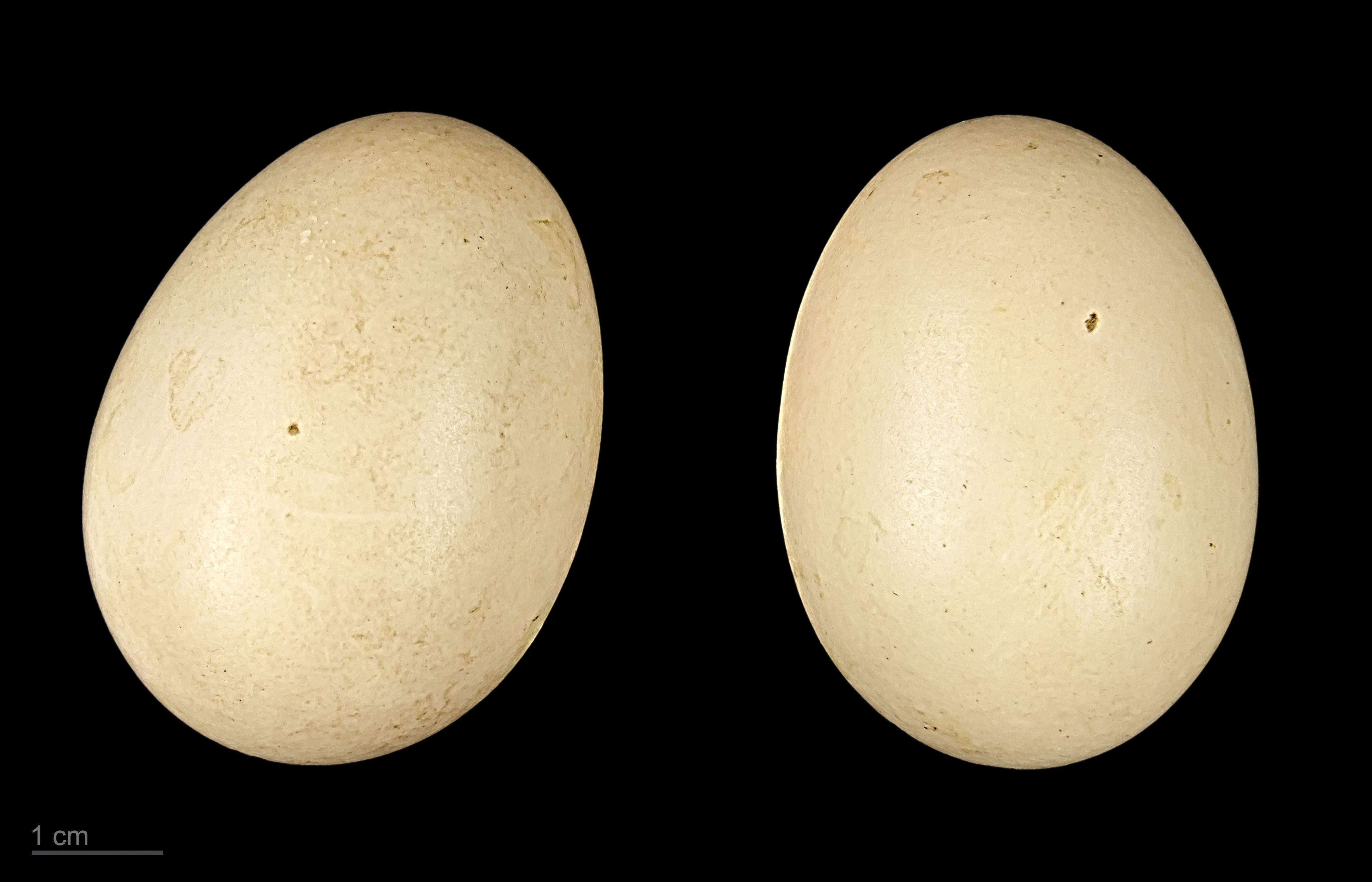
Anas versicolor - MHNT

A marreca-cricri ou marreca-cri-cri (Spatula versicolor) é uma espécie de marreco que ocorre na América do Sul meridional. Tais aves chegam a medir até 40 cm de comprimento, com plumagem castanha, carijó, com capuz negro, flancos estriados de alvinegro e bico azul com base amarela. Também são chamadas de pato-argentino e quiri-quiri.